# 미셸 혼
미셸 혼(Michelle Horn, 1987년 2월 28일 ~ )은 미국의 배우, 텔레비전 배우, 영화배우, 성우이다.
패서디나에서 태어났다.

## 영화
- 커버업 (2008년)
- 사랑하는 애너벨 (2006년)
- 호스티지 (2005년) - 제니퍼 스미스 역
- 쇼킹 패밀리 (1999년)
- 라이온 킹 2 (1998년)